# Paul Avril
Ne doit pas être confondu avec Paul Victor Avril.
Pour les articles homonymes, voir Avril (homonymie).
Édouard-Henri Avril, plus connu sous le pseudonyme de Paul Avril ou Paul-Avril, né le 21 mai 1849 à Alger en Algérie française et mort le 28 juillet 1928 au Raincy dans le département de la Seine, est un artiste peintre et illustrateur français, principalement connu pour ses illustrations érotiques.
Il est le frère de Paul Victor Avril, graveur et photographe, avec qui il a travaillé.

## Biographie
Deuxième fils du colonel de gendarmerie François-Joseph Avril (1795-1857), officier de la Légion d'honneur, et de Carme Joséphine Grégoire de La Véga, Édouard-Henri Avril est très jeune orphelin de père et devient lui-même officier. Son frère ainé, Paul Victor, naît en 1843, également à Alger.
Sous-lieutenant au 51e régiment d'infanterie de ligne, Édouard-Henri combat durant la guerre franco-allemande de 1870, à l'issue de laquelle il est décoré de la Légion d'honneur le 31 mai 1871 à l'âge de 21 ans et retraité pour blessures quelques mois plus tard le 23 janvier 1872. À la recherche d'une nouvelle vocation, il s'adonne à l'étude de l'art en partant pour Marseille, où il fréquente l'école des beaux-arts en classe de dessin.
De 1874 à 1878, il est élève aux Beaux-Arts à Paris, dans les classes d'Isidore Pils et de Henri Lehmann ; il expose sous son vrai nom au Salon de Paris de 1878 à 1884, des portraits et des paysages.
Son premier coup de maître en termes d'illustrations est L'Éventail d'Octave Uzanne édité en 1882 chez Albert Quantin : la rencontre entre Uzanne et Avril est rapportée par Francisque Sarcey.
Il est mentionné comme porteur du pseudonyme « Paul-Avril » (Édouard-Henri Avril dit) à partir de 1907 dans Paris-Hachette. C'est sous ce nom qu'il apparaissait déjà dans les Figures contemporaines éditées par Alberto Mariani en décembre 1900, mentionné comme peintre et dessinateur.
Il semble bien être l'auteur de figures érotiques pour des ouvrages qui étaient en général vendus en petites éditions sur la base d'abonnements, hors du circuit des ventes publiques en librairie.

## Œuvre

### Livres illustrés

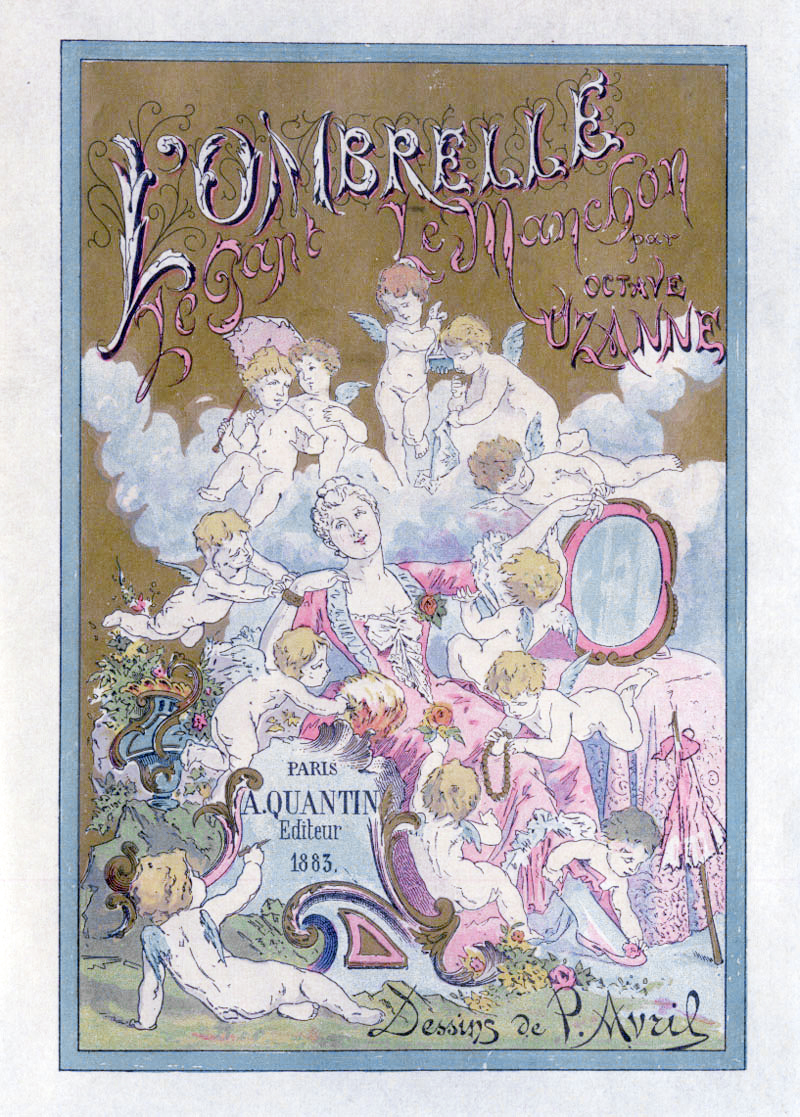
Couverture pour un essai d'Octave Uzanne (1883).

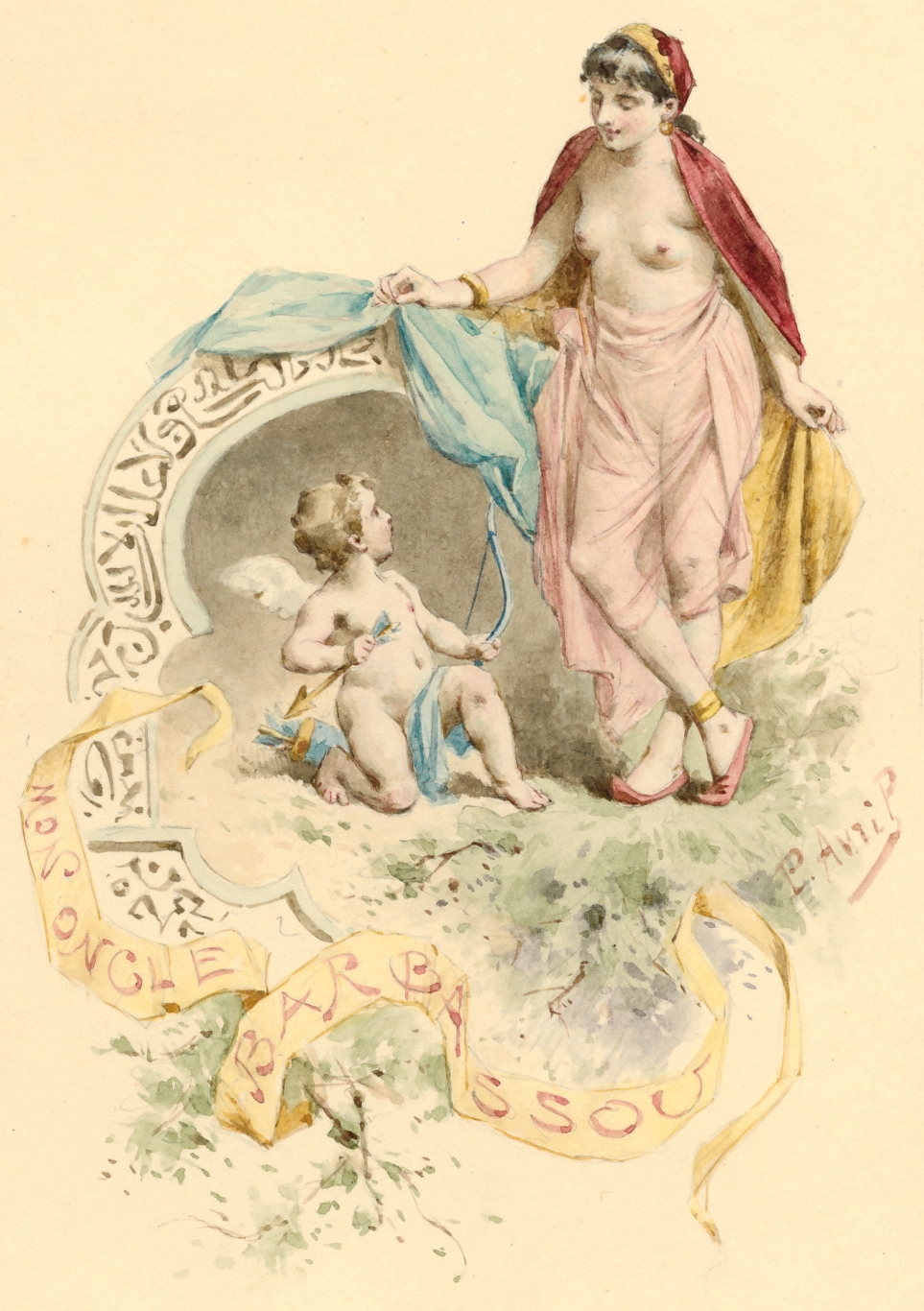
Aquarelle originale pour le roman de Mario Uchard, Mon oncle Barbassou (1884).

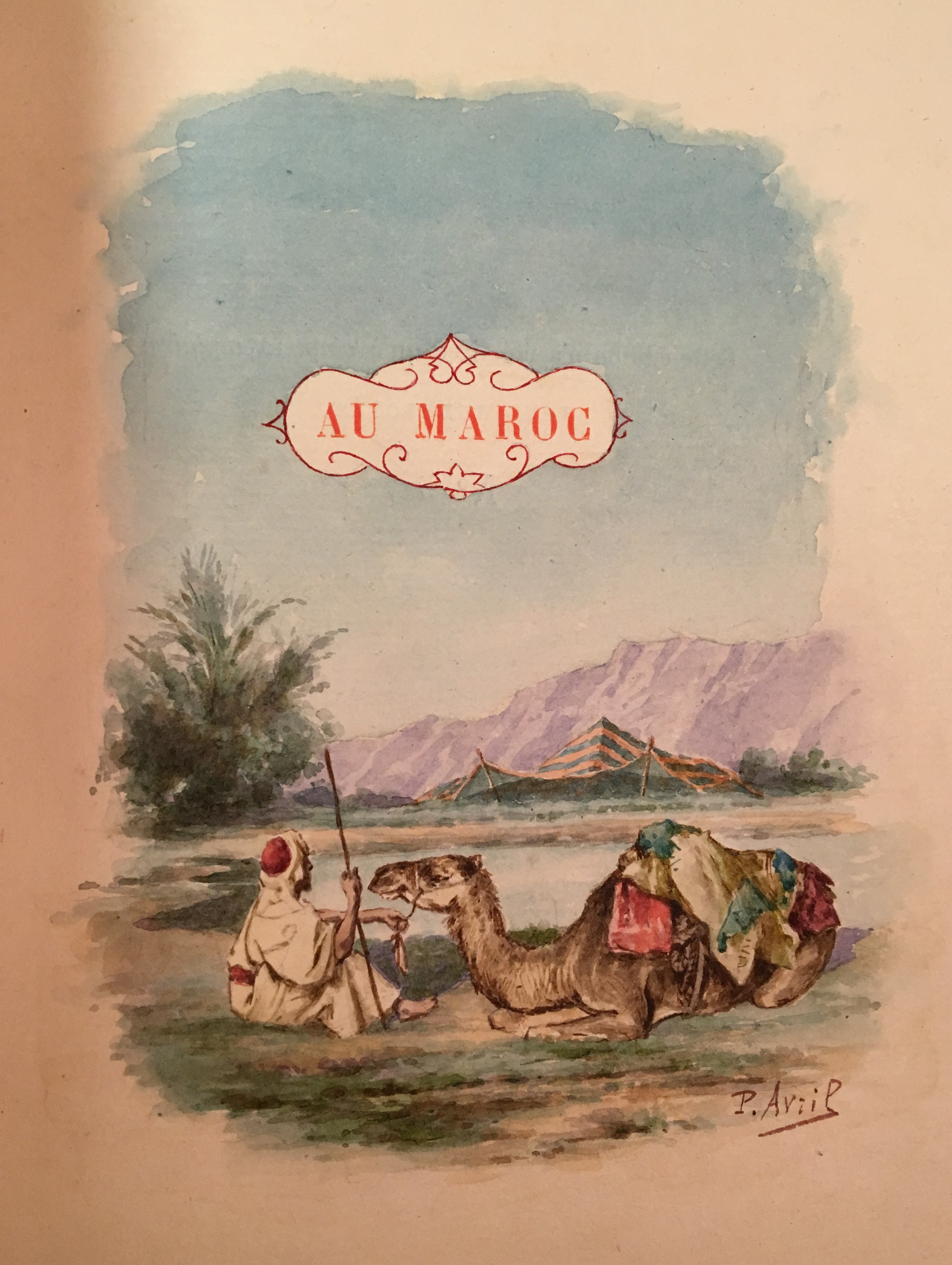
Aquarelle originale pour l'édition originale du livre Au Maroc de Pierre Loti (1889), Exemplaire n° 5/20.

Certains ouvrages de bibliophilie sont illustrés par Paul-Avril avec des gravures exécutées en société par son frère Paul Victor Avril, d'où parfois confusion. Les ouvrages érotiques portent souvent des mentions fantaisistes afin de contourner la censure.
- Théophile Gautier, L'Eldorado ou Fortunio, vignettes et lettrines, 12 eaux fortes de Félix Augustin Milius, Imprimé pour les amis du livre par Claude Motteroz, 1880.
- Octave Uzanne, Les surprises du cœur, illustrations gravées par Géry-Bichard, E. Rouveyre, 1881.
- Octave Uzanne, L'Éventail, Albert Quantin, 1882.
- Alexandre Piédagnel, Hier, avec 110 vignettes, Claude Motteroz, 1882.
- Les contes de Bezenval, Coll. « Petits conteurs du XVIIIe siècle », A. Quantin, 1882.
- Les contes de Moncrif, Coll. « Petits conteurs du XVIIIe siècle », A. Quantin, 1882.
- Les contes de Fromaget, Coll. « Petits conteurs du XVIIIe siècle », A. Quantin, 1883.
- Octave Uzanne, Les Mœurs secrètes du XVIIIe siècle, A. Quantin, 1883.
- Octave Uzanne, L'Ombrelle, le gant, le manchon, Albert Quantin, 1883.
- Jean-Baptiste Louvet de Couvray, Les amours du chevalier Faublas, préface par Hippolyte Fournier, 3 dessins gravés à l'eau-forte par Louis Monziès, Jouaust - La librairie des bibliophiles, 1884.
- Mario Uchard, Mon oncle Barbassou, 40 compositions à l'eau-forte par son frère, J. Lemonnyer, 1884.
- Charles Nodier, Trilby ou le lutin d'Argail, compositions gravées par son frère, Lyon, Société des amis des livres, 1887.
- Octave Uzanne, Le Miroir du monde. Notes et sensations de la vie pittoresque, A. Quantin, 1888.
- Pierre Loti, Au Maroc, aquarelle originale, Calmann-Lévy, 1889.
- Vivant Denon, Point de lendemain, 13 compositions, Ed. Rouquette, 1889.
- Jules Michelet, La Femme, deux eaux fortes par son frère, Charpentier, 1889.
- Hugues Le Roux, Les fleurs à Paris, 5 illustrations, A. Quantin, 1890.
- Théophile Gautier, Le Roi Candaule, A. Ferroud, 1893.
- Théophile Gautier, Une nuit de Cléopâtre, préface d'Anatole France, avec 21 dessins, A. Ferroud, 1894.
- Charles Nodier, Inès de Las Sierras, 16 eaux fortes gravées par son frère, Ferroud, 1897.
- Hector France, Sous le burnous, 22 compositions gravées par son frère, Charles Carrington, 1898.
- Stéphen Liégeard, Les saisons et les mois, 48 compositions gravées par son frère, Ancienne maison Quantin, 1899.
- Pierre l'Arétin, Sonnets luxurieux, Chez Charles Hirsch, vers 1906.
- John Cleland, Fanny Hill, Chez Charles Hirsch, vers 1906.
- Manuel d’érotologie classique (De Figuris Veneris) de Friedrich Karl Forberg, illustrations gravées par Théophile Fillon, Chez Charles Hirsch, 1906 — réédition René Bonnel, 1933 et suiv.
- Alfred de Musset, Gamiani, 9 héliogravures, Chez Charles Hirsch, vers 1906 [1930 ?].

### Quelques illustrations érotiques

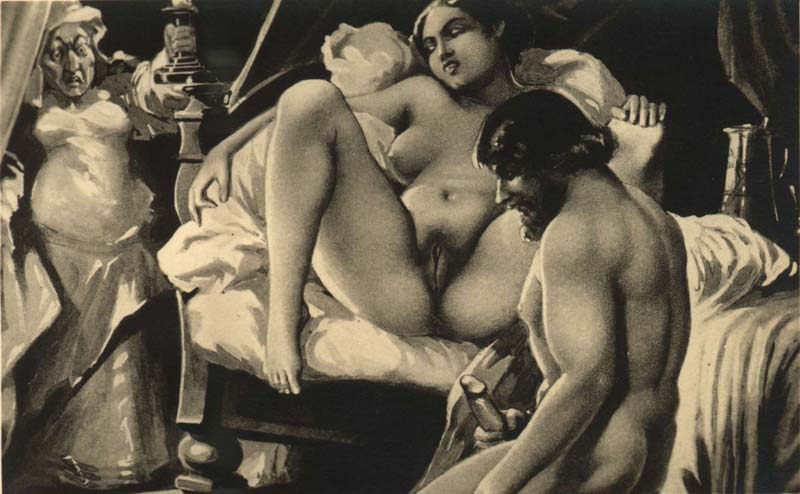
Les Sonnets luxurieux (1892) de L'Arétin (II).
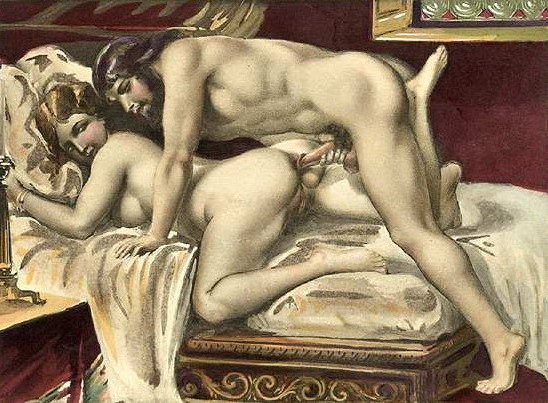
Sonnets luxurieux (II).
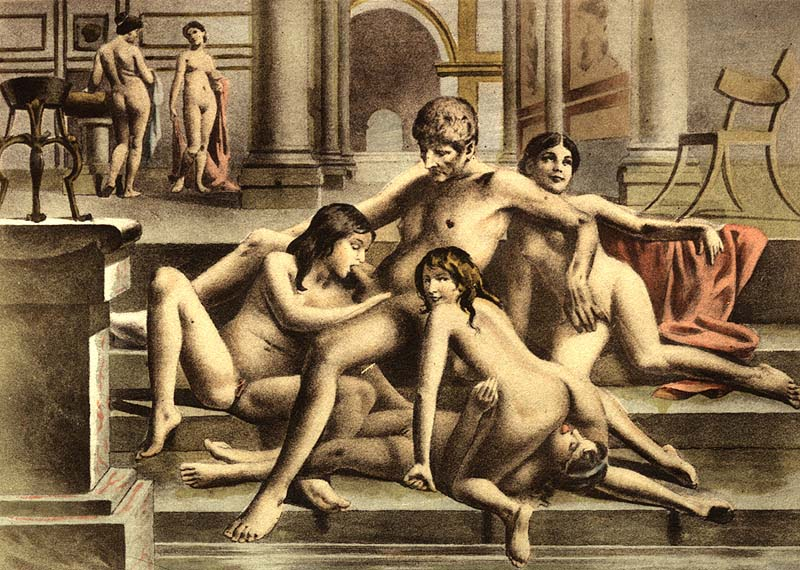
Suites de dessins pour le Manuel d’érotologie classique de Forberg (I).
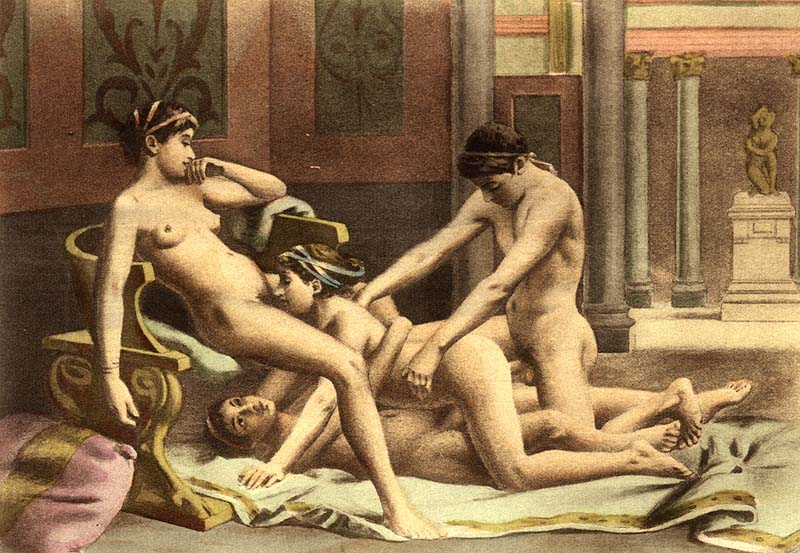
Forberg (II).
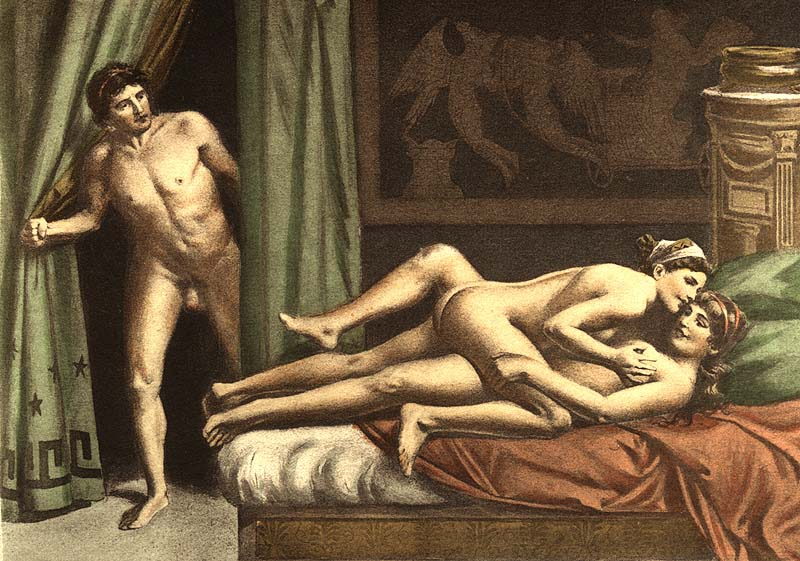
Forberg (III).
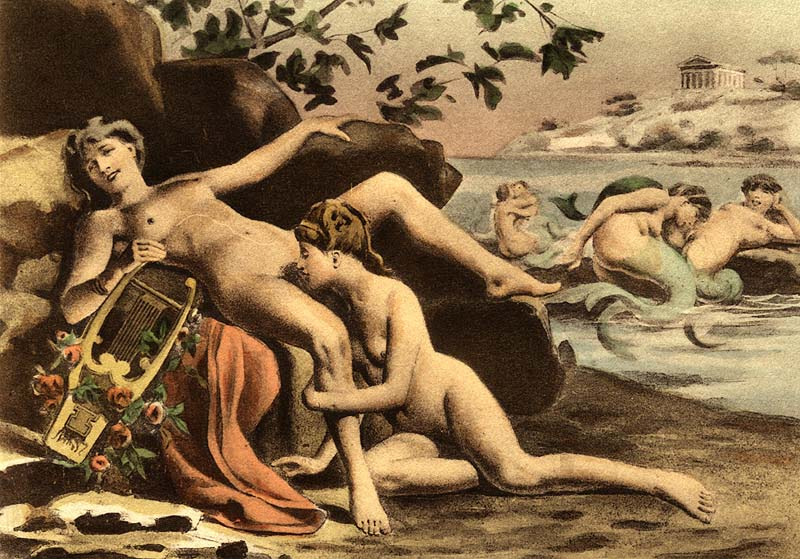
Sappho à Lesbos, tirée du Forberg.